# Robert Hampden-Trevor (1er vicomte Hampden)
Robert Hampden-Trevor, 1er vicomte Hampden (17 février 1706 - 22 août 1783) est un diplomate britannique à La Haye, puis maître adjoint des Postes.

## Biographie
Il est le fils aîné du second mariage de Thomas Trevor (1er baron Trevor). Il étudie au Queens College d'Oxford. Il obtient son diplôme en 1725 puis devient membre du All Souls College d'Oxford.
En 1729, il est nommé greffier au bureau du secrétaire d'État. En 1734, il se rend dans les Provinces-Unies en tant que secrétaire de l'ambassade auprès d'Horace Walpole. Il lui succède à la tête de l'ambassade en 1739, d'abord comme envoyé extraordinaire et, à partir de 1741, comme ministre plénipotentiaire. Pendant ce temps, il entretient une correspondance régulière avec Horace Walpole.
En 1750, il est nommé commissaire du revenu en Irlande. Il prend le nom supplémentaire de Hampden en 1754, en héritant les biens de cette famille, de John Hampden. En 1771, il hérite du domaine de Glynde, qui lui est laissé en héritage par son frère Richard Trevor, évêque de Durham. En 1776, douze ans après avoir succédé à son frère au poste de baron Trevor, il est créé vicomte Hampden.
De 1759 à 1765, il est nommé général des Postes. Il écrit des poèmes latins qui sont publiés à Parme en 1792 sous le nom de Poemata Hampdeniana. Son deuxième fils, John Hampden-Trevor (1749-1824), meurt trois semaines seulement après avoir succédé à son frère Thomas en tant que 3e vicomte Hampden.